# Love Songs: A Compilation… Old and New
Pour les articles homonymes, voir Love Songs.
Albums de Phil Collins
The Platinum Collection
(2004) Going Back
(2010)
Singles
Love Songs: A Compilation… Old and New est la quatrième compilation de Phil Collins, parue en 2004, quelques mois seulement après la sortie du coffret regroupant trois des albums du chanteur The Platinum Collection.
Love Songs… est surtout une compilation, bien qu'AllMusic a noté dans sa critique qu'il contient « plusieurs nouvelles chansons, des raretés, des enregistrements live ainsi que des versions alternatives », ce qui n'est généralement jamais inclus dans une compilation. 
On retrouve bien sûr dans cet album les nombreux hits de Phil Collins ainsi que des ballades.

## Liste des titres
CD 1
| No  | Titre | Durée |
| --- | --- | ----- |
| 1.  | Tearing and Breaking (Une chanson inédite, utilisée comme promotion à la radio et sortie en single.)                                         | 5:32  |
| 2.  | Do You Remember? (Tirée de l'album …But Seriously, elle est restée dans le Top 5 Américain des singles en 1990.)                             | 4:36  |
| 3.  | One More Night (Tirée de l'album No Jacket Required, le single était n° 1 aux États-Unis en 1985.)                                           | 4:49  |
| 4.  | Against All Odds (Take a Look at Me Now) (Bande originale du film Contre toute attente, le single était n°1 aux États-Unis en 1984.)         | 3:28  |
| 5.  | Can't Turn Back the Years (Tirée de l'album Both Sides, le single n'est sorti que pour la promotion de l'album en 1994.)                     | 4:38  |
| 6.  | A Groovy Kind of Love (Bande originale du film Buster, le single était n°1 aux États-Unis en 1988.)                                          | 3:29  |
| 7.  | Everyday (Tirée de l'album Both Sides, elle est restée dans le Top 20 des singles au Royaume-Uni en 1994.)                                   | 5:42  |
| 8.  | Don't Let Him Steal Your Heart Away (Tirée de l'album Hello, I Must Be Going, le single est sorti en 1983.)                                  | 4:46  |
| 9.  | Please Come Out Tonight (Tirée de l'album Both Sides.)                                                                                       | 5:47  |
| 10. | This Must Be Love (Tirée de l'album Face Value, cette version est plus longue que l'originale.)                                              | 3:56  |
| 11. | It's in Your Eyes (Tirée de l'album Dance into the Light et sorti en single en 1997, cette version est accélérée par rapport à l'originale.) | 3:03  |
| 12. | Can't Stop Loving You (Tirée de l'album Testify, le single est sorti en 2002.)                                                               | 4:18  |

CD 2
| No  | Titre | Durée |
| --- | --- | ----- |
| 1.  | Testify (Tirée de l'album Testify.) | 6:31  |
| 2.  | True Colors (Reprise) (Une reprise inédite de la célèbre chanson de Cyndi Lauper. Le single de Phil Collins est sorti et ce dernier n'a pu avoir les droits du titre qu'en 1998.)                                      | 5:32  |
| 3.  | You'll Be in My Heart (Bande originale du film Tarzan, elle est restée dans le Top 20 des singles au Royaume-Uni en 1999. Le titre fut pour la première fois disponible sur l'album de Phil Collins.)                  | 4:17  |
| 4.  | If Leaving Me Is Easy (Tirée de l'album Face Value, elle est restée dans le Top 20 des singles au Royaume-Uni en 1981.)                                                                                                | 4:55  |
| 5.  | I've Been Trying (Tirée de l'album A Tribute de Curtis Mayfield, le titre fut pour la première fois disponible sur l'album de Phil Collins en 1994.)                                                                   | 5:00  |
| 6.  | I've Forgotten Everything (Tirée de l'album Both Sides, cette version est accélérée par rapport à l'originale.) | 5:15  |
| 7.  | Somewhere (Tirée de l'album The Songs of West Side Story, le titre fut pour la première fois disponible en 1996.) | 4:01  |
| 8.  | The Least You Can Do (Tirée de l'album Testify et sortie en single en 2003, il s'agit d'une version différente de l'originale.)                                                                                        | 5:22  |
| 9.  | Two Hearts (Bande originale du film Buster, le single était n°1 aux États-Unis en 1989.) | 3:24  |
| 10. | Separate Lives (Live) (Une version live du titre original qui était n° 1 aux États-Unis en 1985. Le single a été enregistré en duo avec Bridgette Bryant et est extrait de l'album Serious Hits… Live!.)               | 5:18  |
| 11. | My Girl (Live) (Un reprise live du titre des The Temptations dont le single était n° 1 aux États-Unis. Le titre fut pour la première fois disponible sur l'extended play de Phil Collins Live from the Board en 1998.) | 3:49  |
| 12. | Always (Live) (Un reprise live du titre de Irving Berlin. Le titre fut pour la première fois disponible sur la face B du single de Phil Collins Both Sides of the Story en 1993.)                                      | 4:37  |
| 13. | The Way You Look Tonight (Live) (Une reprise live du Great American Songbook.) | 4:04  |